# Jivina (Berouni járás)
Jivina település Csehországban, a Berouni járásban. Jivina Zaječov, Olešná és Komárov településekkel határos. Lakosainak száma 197 fő (2024. január 1.).

## Népesség
A település lakosságának változását az alábbi diagram mutatja:
| Lakosok száma | 449  | 379  | 347  | 301  | 194  | 180  | 182  | 194  | 206  | 197  |
|               | 1869 | 1890 | 1921 | 1950 | 1980 | 2001 | 2017 | 2019 | 2022 | 2024 |